# Sphenomorphus dussumieri
Espèce
Synonymes
- Lygosoma dussumieri Duméril & Bibron, 1839
- Lygosoma dussumieri var. concolor Annandale, 1905

Statut de conservation UICN

 LC  : Préoccupation mineure
Sphenomorphus dussumieri est une espèce de sauriens de la famille des Scincidae.

## Répartition

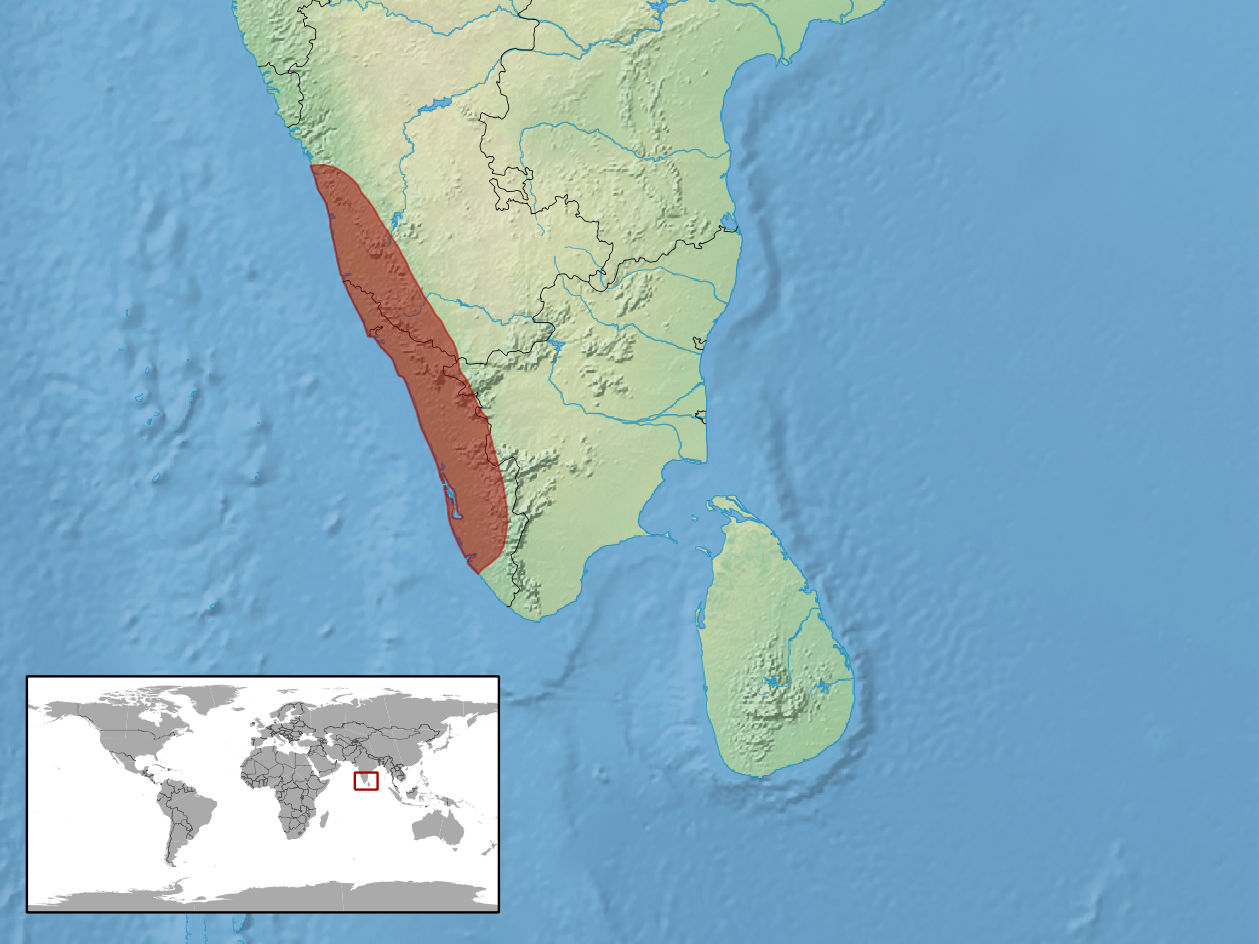
Répartition de l'espèce.

Cette espèce est endémique du Kerala en Inde.

## Étymologie
Cette espèce est nommée en l'honneur de Jean-Jacques Dussumier.

## Publication originale
- Duméril & Bibron, 1839 : Erpétologie Générale ou Histoire Naturelle Complète des Reptiles. vol. 5, Roret/Fain et Thunot, Paris, p. 1-871 (texte intégral).